# عزب الوقف قبلي
عزب الوقف قبلي، قرية تابعة للوحدة المحلية لقرية الجزيرة الخضراء، التابعة لمركز مطوبس بمحافظة كفر الشيخ في جمهورية مصر العربية.

## تاريخ
أنشئت القرية باسم عام 1907 بعد فصلها عن عزب الوقف بحري. وكانت القرية تابعة لمركز فوه منذ إنشاءه عام 1896، ولكنها ضُمَّت إلى مركز مطوبس بعد اقتطاعه من مركز فوه عندما أنشئ عام 1976.

## السكان
بلغ عدد سكان عزب الوقف قبلي 9,741 نسمة، منهم 4983 رجل و4758 امرأة، حسب الإحصاء الرسمي لعام 2006.